# Приаргунск
Приаргу́нск — посёлок городского типа, административный центр Приаргунского муниципального округа Забайкальского края России. 

## География
Находится на юго-востоке края, на левом берегу реки Урулюнгуй, вблизи места её впадения в Аргунь (по ней проходит российско-китайская граница), в 80 км к северо-востоку от Краснокаменска (110 км по автодорогам) и в 435 км к юго-востоку от Читы (663 км по автодорогам).
Вблизи северной окраины посёлка расположено село Новоцурухайтуй.
Территория городского поселения относится к пограничной зоне.

### Климат
Климат резко континентальный с муссонными чертами.
| Среднесуточная температура воздуха в Приаргунске | Среднесуточная температура воздуха в Приаргунске | Среднесуточная температура воздуха в Приаргунске | Среднесуточная температура воздуха в Приаргунске | Среднесуточная температура воздуха в Приаргунске | Среднесуточная температура воздуха в Приаргунске | Среднесуточная температура воздуха в Приаргунске | Среднесуточная температура воздуха в Приаргунске | Среднесуточная температура воздуха в Приаргунске | Среднесуточная температура воздуха в Приаргунске | Среднесуточная температура воздуха в Приаргунске | Среднесуточная температура воздуха в Приаргунске | Среднесуточная температура воздуха в Приаргунске |
| Янв                                              | Фев                                              | Мар                                              | Апр                                              | Май                                              | Июн                                              | Июл                                              | Авг                                              | Сен                                              | Окт                                              | Ноя                                              | Дек                                              | Год                                              |
| −26,9 °C                                         | −23,0 °C                                         | −10,8 °C                                         | 2,4 °C                                           | 10,3 °C                                          | 16,6 °C                                          | 19,1 °C                                          | 16,9 °C                                          | 9,6 °C                                           | 0,6 °C                                           | −13,3 °C                                         | −23,1 °C                                         | −1,5 °C                                          |
| ------------------------------------------------ | ------------------------------------------------ | ------------------------------------------------ | ------------------------------------------------ | ------------------------------------------------ | ------------------------------------------------ | ------------------------------------------------ | ------------------------------------------------ | ------------------------------------------------ | ------------------------------------------------ | ------------------------------------------------ | ------------------------------------------------ | ------------------------------------------------ |

## История
Населённый пункт Цурухайтуй основан в 1953 году. Статус рабочего посёлка — с 12 мая 1958 года. 30 марта 1962 года Указом Президиума Верховного Совета РСФСР рабочий посёлок Цурухайтуй переименован в Приаргунск.
До 24 июля 2020 года возглавлял городское поселение «Приаргунское», упразднённое в связи с преобразованием Приаргунского муниципального района в муниципальный округ.

## Население
| 1962  | 1970  | 1979  | 1989  | 2002  | 2009  | 2010  |
| ----- | ----- | ----- | ----- | ----- | ----- | ----- |
| 5000  | ↗5177 | ↗6867 | ↗7954 | ↗8260 | ↘8063 | ↘7388 |
| 2012  | 2013  | 2014  | 2015  | 2016  | 2017  | 2018  |
| ↗7474 | ↘7422 | ↘7384 | ↘7383 | ↘7368 | ↘7283 | ↘7138 |
| 2019  | 2020  | 2021  |       |       |       |       |
| ↘7078 | ↘7061 | ↗7068 |       |       |       |       |

## Инфраструктура
Приаргунская ТЭЦ.

## Транспорт
В посёлке расположена тупиковая ж.-д. станция Приаргунск, конечная на ветке от Харанора (на линии Борзя — Хайлар). Имеется железнодорожное сообщение с краевым центром — городом Читой.
От посёлка отходят автодороги на север (в Александровский Завод, Калгу, ответвление на Зоргол) и на юг (в Досатуй, Краснокаменск, ответвление на Хайлар, КНР).
До 1995 года действовал аэродром, принимающий самолёты АН-24, АН-28, АН-2, Л-410, иногда базируется Ми-8 пограничной авиации ФСБ России.